# 관측

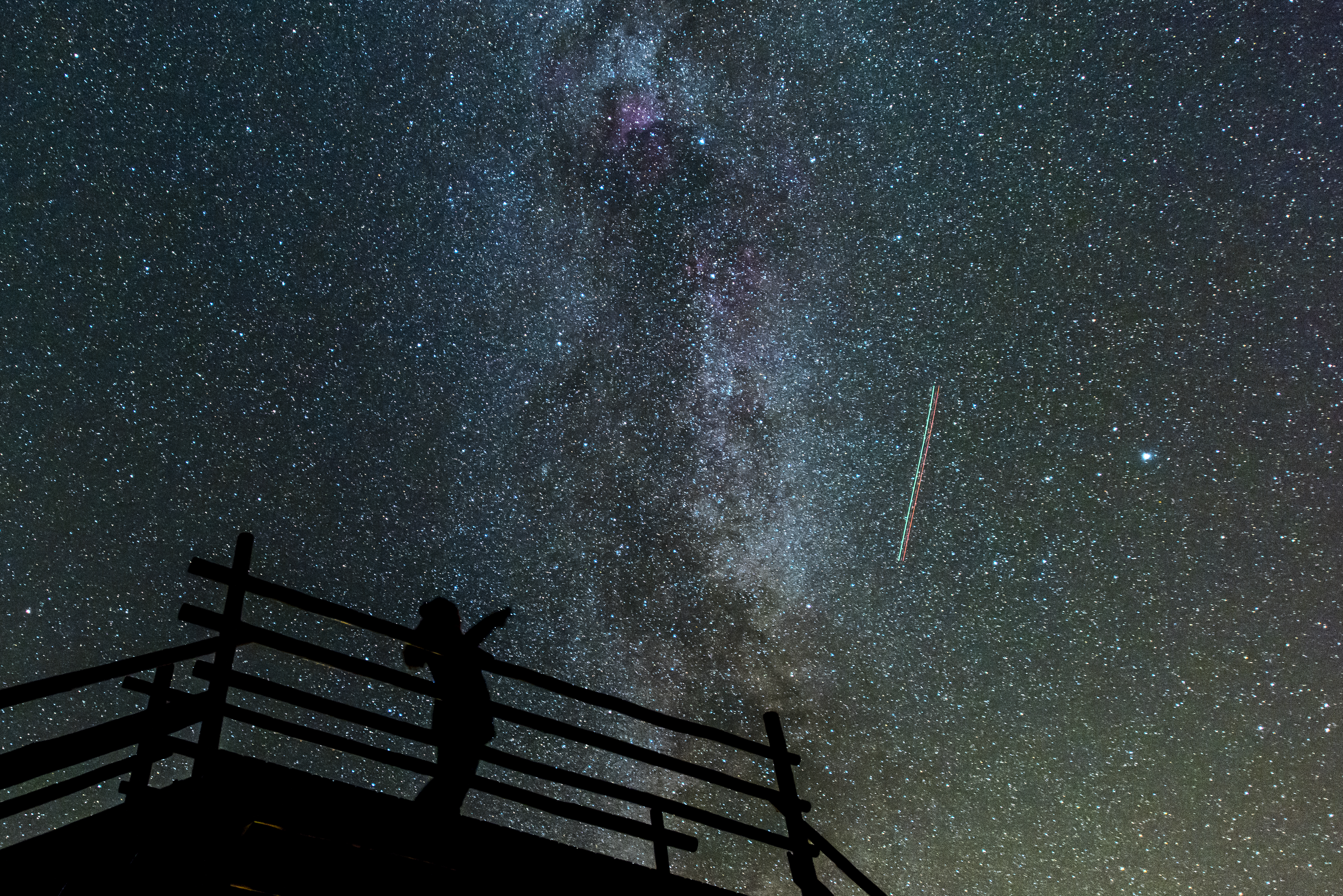
에스토니아에서 항공 교통을 관찰하는 모습

관측(觀測), 관찰(觀察, observation)은 1차 자료로부터 정보를 획득하는 방식이다. 감각을 통해 세상 밖 지식을 습득하는 사람과 같은 생물의 활동, 또는 과학 기구를 이용하여 데이터를 기록하는 행위를 가리킨다. 과학에서 관찰은 과학 기구를 이용하여 지각 및 자료 기록을 수반할 수 있다. 관찰은 질적인 속성을 지닐 수 있는데, 다시 말해 참고한 속성의 부재 또는 존재를 의미할 수 있고, 아니면 셈이나 측정을 통해 관찰된 현상에 수치적인 값이 포함되는 경우 양적 속성을 지닐 수 있다.

## 같이 보기
- 측정
- 직시
- 내성 (심리학)
- 관측천문학
- 관측 오차
- 관찰 학습
- 관측소
- 현재
- 자기 (심리학)
- 이론적재성
- 불확정성 원리